# Otilia Bădescu
Otilia Bădescu (Boekarest, 31 oktober 1970) is een Roemeens tafeltennisster. Ze werd in 2003 Europees kampioene en won in 1995 de Europa Top-12, waarvan ze een jaar eerder de finale verloor. In totaal nam ze viermaal deel aan de Olympische Spelen, maar won hierbij geen medailles.

## Sportloopbaan
Bădescu kon in 1995 eindelijk de titel pakken op de Europa Top-12, na een finale tegen haar landgenote Emilia Ciosu. Een jaar eerder stond ze ook in eindstrijd, maar verloor toen van de Duitse Jie Schöpp. Dat nadat Bădescu zich in 1992 en 1993 al met brons tevreden moest stellen. Die kleur medaille haalde won ze tijdens de Europa Top-12 van 1997 en 2001 opnieuw. Bădescus EK-titel volgde eveneens op een verloren EK-finale, in 1988, vijftien jaar eerder. Daarin moest ze buigen voor Fliura Bulatova. In 2003 kon de Italiaanse Wenling Tan-Monfardini wel de baas.
Bădescu speelde competitie in clubverband voor Juroku Bank Ltd. (), SV Böblingen (), Postas Matav SE Budapest (, waarmee ze in 2000 en 2003 de ETTU Cup won), Montpellier () en Verein TTC Troisdorf (). 

## Erelijst
- Europees kampioene enkelspel 2003
- Europees kampioene gemengd dubbel 1992 (met Kalinikos Kreanga) en 1998 (met Ilija Lupulesku)
- Europa Top-12 1995
- Winnares Balkan-kampioenschappen enkelspel 1987
- Winnares Balkan-kampioenschappen dubbelspel 1985, 1987 en 1991
- Winnares Balkan-kampioenschappen gemengd dubbel 1991
- Winnares ITTF Pro Tour Tsjechië Open 1999
- Roemeens kampioene enkelspel 1985, 1986, 1987 en 1989
- Roemeens kampioene dubbelspel 1984, 1985, 1987 (alle drie met Maria Alboiu), 1988 (met Kinga Lohr) en 1989 (met Maria Bogoslov).
- Verliezend finaliste World Cup voor landenteams 1995 (met Roemenië)
- Halve finale wereldkampioenschappen tafeltennis 1993